# Tiếng Anh Nam Hoa Kỳ
Tiếng Anh Nam Hoa Kỳ hay tiếng Anh (miền) Nam nước Mỹ là một phương ngữ khu vực hoặc tập hợp các phương ngữ của tiếng Anh Mỹ được nói khắp miền Nam Hoa Kỳ, ở các vùng nông thôn và chủ yếu bởi người miền Nam Hoa Kỳ. Phương ngữ này thường được gọi đơn giản ở Hoa Kỳ là giọng miền Nam, trong khi các thuật ngữ chính thức, gần đây hơn trong ngôn ngữ học của Mỹ bao gồm: tiếng Anh thổ ngữ miền Nam và tiếng Anh nông thôn miền Nam.
Một giọng tiếng Anh Nam Hoa Kỳ khu vực được củng cố và mở rộng trên tất cả các bang miền Nam kể từ những năm cuối của thế kỷ XIX cho đến khoảng Thế chiến II, lấn át phần lớn các phương ngữ tiếng Anh Nam Hoa Kỳ cũ. Với hệ thống âm vị trẻ trung hơn và thống nhất hơn, tiếng Anh miền Nam nước Mỹ hiện là nhóm giọng khu vực lớn nhất Hoa Kỳ theo số lượng người nói. Kể từ năm 2006, giọng miền Nam được ghi nhận là phổ biến mạnh mẽ trên khắp các tiểu bang Bắc Carolina, Nam Carolina, Georgia, Alabama, Mississippi, Tennessee, Arkansas, Louisiana, Kentucky, West Virginia và Virginia, cũng như hầu khắp Texas, miền đông và miền nam Oklahoma, miền nam Missouri, miền đông nam Maryland, miền bắc và miền trung Florida và miền đông nam New Mexico. Một số giọng của tiếng Anh Mỹ Midland (thường được xác định là giọng Nam Midland) được ghi nhận là chia sẻ các đặc điểm chính với tiếng Anh miền Nam nước Mỹ dù ở một mức độ thấp hơn (so với vùng nói giọng miền Nam chính thống), bao gồm ở miền bắc Oklahoma, miền đông và miền trung Kansas, Missouri, nửa phía nam của Illinois và Indiana, miền nam Ohio, miền tây Delaware và miền trung nam Pennsylvania.
Tiếng Anh miền Nam nước Mỹ là phương ngữ khu vực có thể được chia thành nhiều phương ngữ con khác nhau, những phương ngữ phát triển nhất về mặt ngữ âm (nghĩa là mang tính đổi mới nhiều nhất) là một số dạng miền nam của phương ngữ Appalachia và một số phương ngữ tiếng Anh Texas. Tiếng Anh Mỹ gốc Phi có nhiều điểm chung với phương ngữ tiếng Anh Nam Mỹ do lịch sử của người Mỹ gốc Phi tại miền Nam Hoa Kỳ. Gần đây, giọng miền Nam trở nên ít phổ biến hơn đối với giới trẻ miền Nam ở thành thị.

## Phân bố địa lý
Các phương ngữ được gọi chung là tiếng Anh miền Nam nước Mỹ trải dài khắp miền đông nam và nam trung bộ Hoa Kỳ, nhưng ngoại trừ các khu vực cực nam của Florida, các vùng cực tây và tây nam của Texas cũng như thung lũng Rio Grande (Laredo đến Brownsville). Khu vực ngôn ngữ này bao gồm Alabama, Georgia, Tennessee, Mississippi, North Carolina, South Carolina, Louisiana và Arkansas, cũng như hầu khắp Texas, Virginia, Kentucky, Oklahoma, West Virginia và miền bắc và miền trung Florida. Phương ngữ tiếng Anh miền Nam nước Mỹ cũng có thể được tìm thấy ở các vùng cực nam của Missouri, Maryland, Delaware và Illinois.
Phương ngữ miền Nam có nguồn gốc chủ yếu từ một nhóm người nhập cư từ Quần đảo Anh, những người đã chuyển đến miền Nam nước Mỹ vào thế kỷ 17 và 18 với các yếu tố châu Phi nhỏ bởi nô lệ châu Phi được đưa vào khu vực. Những biến động như Đại khủng hoảng, Dust Bowl và Thế chiến II đã gây ra sự di cư hàng loạt của những người này và những người định cư khác trên khắp Hoa Kỳ.

## Tiếng Anh Mỹ gốc Phi
Dạng tiếng Anh miền Nam nước Mỹ này có nguồn gốc từ các bang miền nam, nơi người châu Phi thời đó bị bắt đem đến làm nô lệ. Những nô lệ này nói tiếng bản địa châu Phi nhưng cuối cùng đã học tiếng Anh để giao tiếp với chủ của họ và với nhau. Vì chủ nhân của họ nói tiếng Anh miền Nam nước Mỹ, nên đây là phương ngữ mà những người nô lệ được học. Theo thời gian, các dạng tiếng Anh miền Nam nước Mỹ được nói bởi những người nô lệ đã phát triển thành thứ được gọi là tiếng Anh Mỹ gốc Phi ngày nay. Mặc dù nô lệ châu Phi và con cháu của họ đã mất phần lớn văn hóa và ngôn ngữ bản địa, một số đặc điểm từ vựng - ngữ pháp từ các ngôn ngữ Tây Phi được giữ lại trong tiếng Anh Mỹ gốc Phi. Và mặc dù tiếng Anh Mỹ gốc Phi có thể được sử dụng bởi nhiều chủng tộc khác, nó được sử dụng rộng rãi và nó được gắn kết chủ yếu với người da đen ở nhiều vùng của Hoa Kỳ. Đồng thời, nhiều người nói tiếng Anh bản địa coi phương ngữ này không phù hợp với chuẩn mực văn học. Do đó, những người Mỹ gốc Phi tìm kiếm sự thay đổi địa vị xã hội bằng cách chuyển đổi giữa tiếng Anh Mỹ gốc Phi và tiếng Anh chuẩn hơn.

## Nhận thức xã hội
Ở Hoa Kỳ, có một sự miệt thị đối với phương ngữ miền Nam. Người không phải người miền Nam có xu hướng gán cho người miền Nam với sự chậm chạp về nhận thức và lời nói, thiếu giáo dục, thiếu hiểu biết, cố chấp, hoặc bảo thủ tôn giáo và chính trị, sử dụng các từ như "hick", "hillbilly", hoặc "redneck" để chỉ phương ngữ này. Giọng này cũng được gắn liền trên toàn quốc với tiếng nói quân đội, NASCAR và nhạc đồng quê; trên thực tế, ngay cả các ca sĩ nhạc đồng quê ngoài miền Nam nước Mỹ cũng thường bắt chước giọng miền Nam trong âm nhạc của họ.